# 阿卜丁清真寺
阿卜丁清真寺 (Abdeen Mosque；阿拉伯语：‎)是东耶路撒冷瓦迪·乔兹（Wadi al-Joz，意为核桃谷）社区的主要清真寺，距离阿克萨清真寺和耶路撒冷旧城城墙约500米。它由Abdel Muhsin和Omar Abdeen兄弟建于1939年。